# Rhede (Ems)
Rhede is een gemeente in het Duitse landkreis Eemsland in de deelstaat Nedersaksen. Rhede ligt aan de Nederlandse grens.

## Inwoners
De gemeente telt 4.322 inwoners, verdeeld over vier dorpsgebieden (Ortsteile):
- Rhede (Ems) (2856 inwoners), waaronder Rhederfeld en Sudfelde
- Borsum (145 inwoners), waaronder Sande
- Brual (684 inwoners), waaronder Brual-Siedlung
- Neurhede (441 inwoners), waaronder Neuengland

## Geografie
De gemeente is onderverdeeld in de kerngebieden (Ortsteilen):
|  | 1. Borsum 2. Brual 3. Neurhede 4. Rhede |

De gemeente ligt tussen de Nederlandse grens, ten noordoosten van Bourtange, en de rivier de Eems. Het is tevens de meest noordwestelijke gemeente in het district Eemsland. Het gebied bestaat uit een aantal zeer oude dorpen langs de rivier, zoals Rhede (eerste vermelding in het jaar 829), Borsum (853) en Brual (tiende eeuw), en een aantal jonge ontginningsdorpen in het voormalige veengebied langs de Nederlandse grens, zoals Neuengland, Neurhede en Rhederfeld.
De bevolking is in overgrote meerderheid rooms-katholiek.
De gemeente wordt van noord naar zuid doorsneden door de A31 van Oost-Friesland naar het Ruhrgebied, en van oost naar west door de L52/N969 van Aschendorf naar het Nederlandse Bellingwolde. Langs de snelweg en in het uiterste noordwesten langs de Nederlandse grens bevinden zich windmolenparken.
Van 1933 tot en met 1945 heeft kamp Rhede-Brual, het derde van de 15 beruchte door de nazi's ingerichte Emslandlager, in de gemeente gelegen.

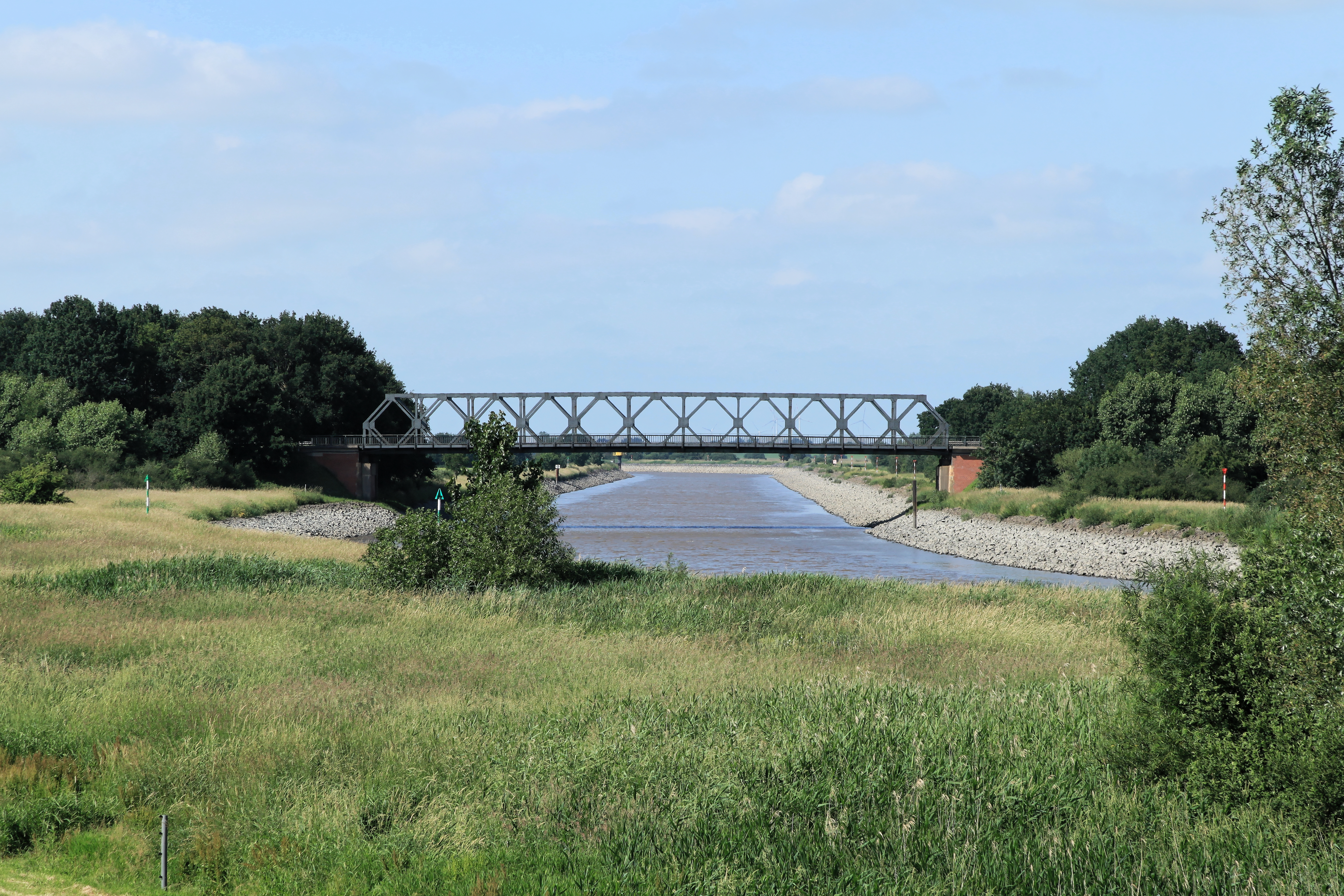
Brug over de Eems
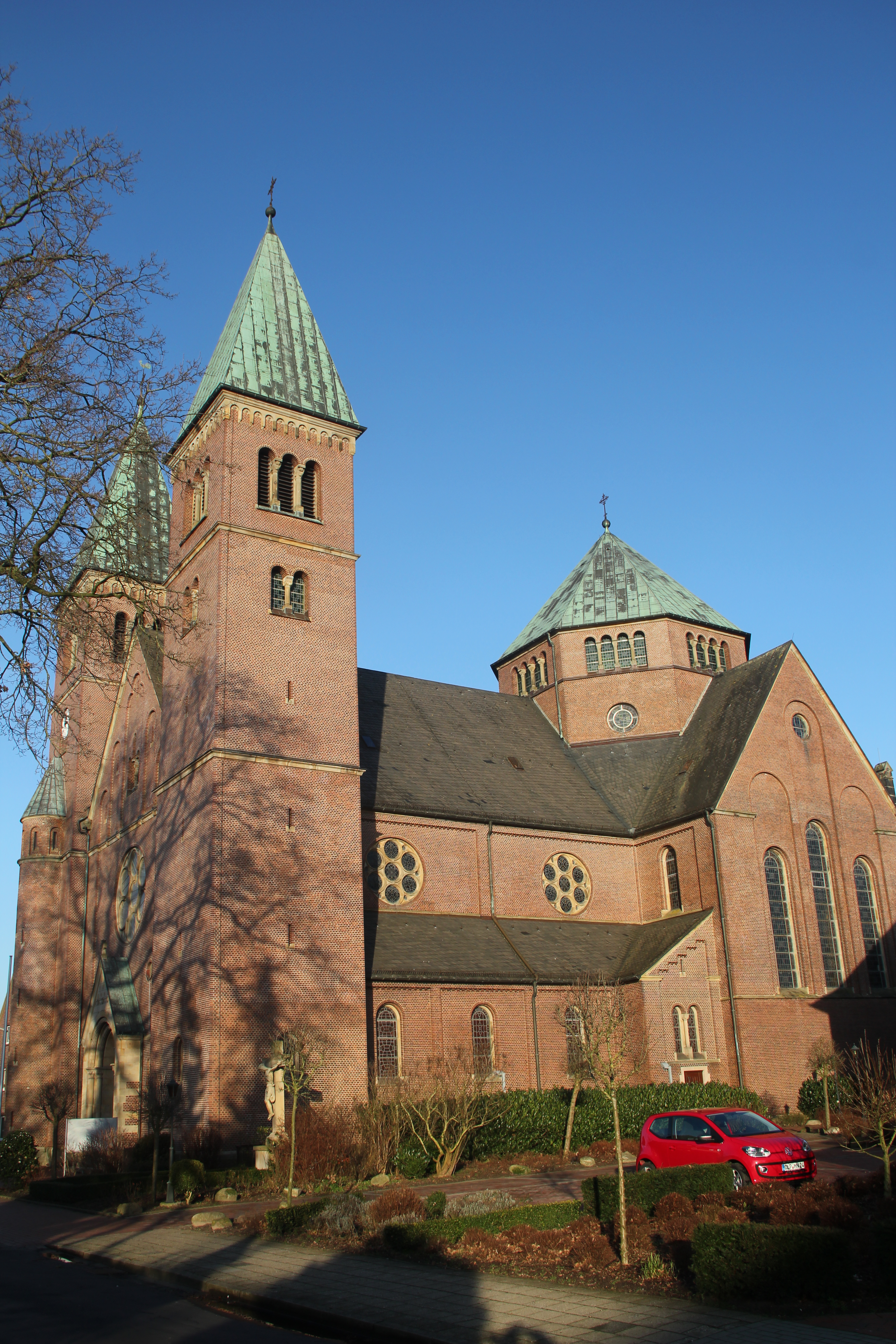
St Nicolaaskerk
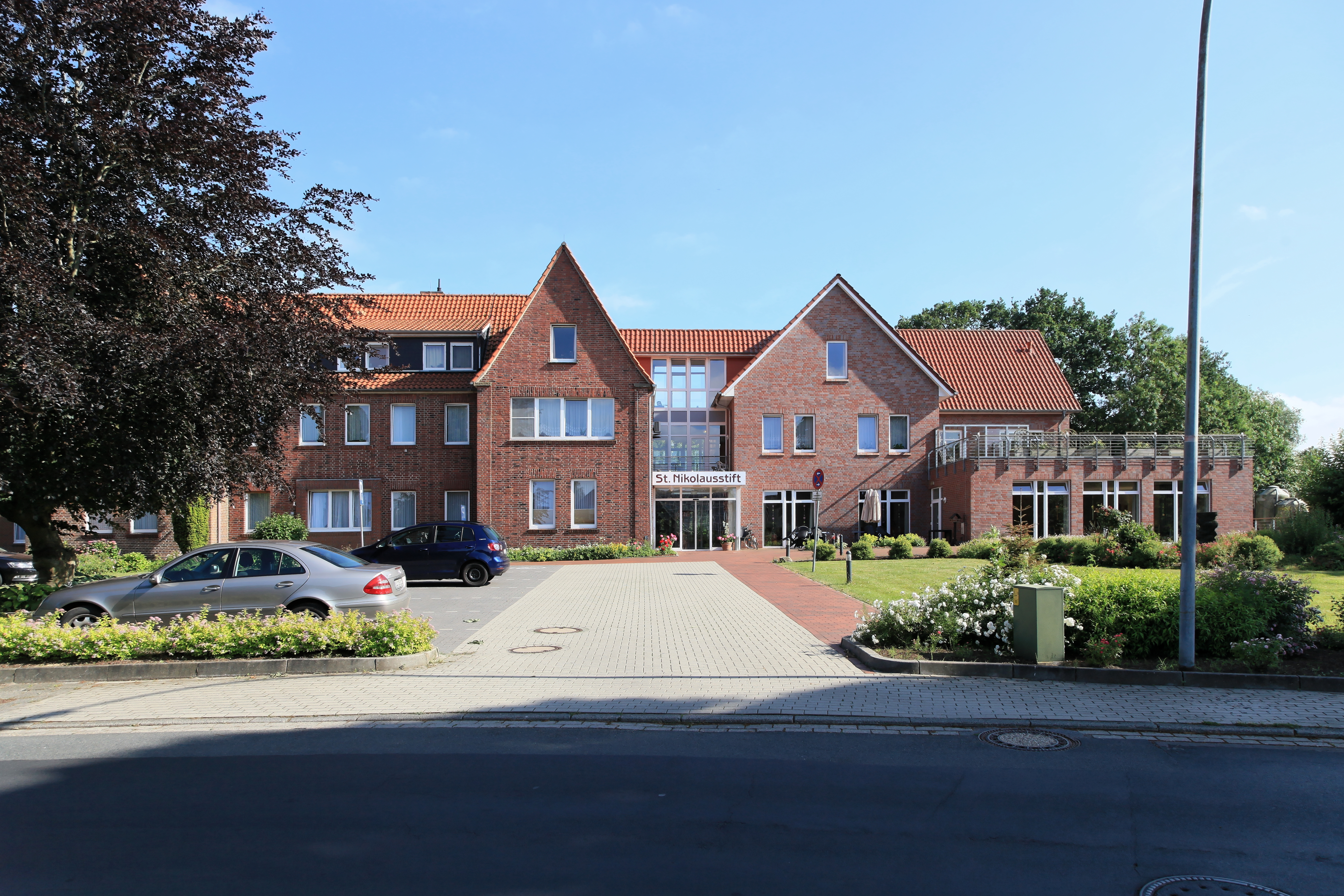
Sankt Nikolausstift (Sudende)

- Gemeinsame Normdatei: 4295783-7
- MusicBrainz: ce411152-8ddd-4cc0-a296-80f7b57ed510
- Virtual International Authority File: 249104429
- WorldCat: E39PCjJbrQ4XvMQQbh63FCK6Dm

Andervenne ·
Bawinkel ·
Beesten ·
Bockhorst ·
Börger ·
Breddenberg ·
Dersum ·
Dohren ·
Dörpen ·
Emsbüren ·
Esterwegen ·
Freren ·
Fresenburg ·
Geeste ·
Gersten ·
Groß Berßen ·
Handrup ·
Haren (Ems) ·
Haselünne ·
Heede ·
Herzlake ·
Hilkenbrook ·
Hüven ·
Klein Berßen ·
Kluse ·
Lähden ·
Lahn ·
Langen ·
Lathen ·
Lehe ·
Lengerich ·
Lingen ·
Lorup ·
Lünne ·
Meppen ·
Messingen ·
Neubörger ·
Neulehe ·
Niederlangen ·
Oberlangen ·
Papenburg ·
Rastdorf ·
Renkenberge ·
Rhede ·
Salzbergen ·
Schapen ·
Sögel ·
Spahnharrenstätte ·
Spelle ·
Stavern ·
Surwold ·
Sustrum ·
Thuine ·
Twist ·
Vrees ·
Walchum ·
Werlte ·
Werpeloh ·
Wettrup ·
Wippingen